# Metrolijn 4 (Boekarest)
Metrolijn 4 was tot 2020 de nieuwste en meest noordwestelijk gelegen lijn van de metro van Boekarest en werd geopend op 1 maart 2000. Op 15 september 2020 opende evenwel M5 in het zuidwesten van de stad. Metrolijn 4 heeft een lengte van 7,44 km en loopt van Gara de Nord via Basarab naar Străulești. De volledig ondergrondse lijn met de kleur groen aangeduide lijn had oorspronkelijk vier stations, maar wordt sinds de afwerking in 2017 bediend door acht metrostations.
In de meest zuidoostelijk gelegen terminus van M4, Gara de Nord, kan op lijn 1 worden overgestapt, maar de perrons van beide lijnen bevinden zich hier op enige afstand van elkaar. Ook op het direct volgende station, Basarab, is een overstap op lijn 1 mogelijk.  Dit station met vier sporen heeft een cross-platform-overstap op M1. Tussen deze twee stations loopt lijn 4 dan ook slechts gedeeltelijk parallel met lijn 1.
Van Basarab volgt M4 een traject verder naar het noordwesten, in eerste instantie tot de voorlopige terminus 1 Mai.
Een noordwestelijke verlenging van de lijn stond met een opleverdatum van eind 2006 op het programma. De uitbreiding met twee stations Jiului en Parc Bazilescu werd uiteindelijk pas op 1 juli 2011 ingehuldigd. Een tweede verlenging, met de stations Laminorului en de terminus Străulești werd op 31 maart 2017 in dienst genomen.
Dit laatste station, voorzien van een grote park&ride parking, is bedoeld als intermodaal verkeersknooppunt. Wie van de aangrenzende gemeente Mogoșoaia Boekarest binnenrijdt, kan direct na de brug over het Străuleștimeer overstappen op openbaar vervoer.
Een geplande zesde metrolijn die het spoorwegstation Gara de Nord zou verbinden met de Henri Coandă International Airport, zou het eerste deel van het traject, tot vlak na het metrostation 1 Mai, delen met lijn 4 en vervolgens noordelijk doorgetrokken worden tot de luchthaven.